# Pazhoki halomsírok
A pazhoki halomsírok (albán tumat e Pazhokut, varreza tumulare e Pazhokut) bronzkori régészeti leletegyüttes Albánia középső részén, Elbasan városától légvonalban kb. 15 kilométerre délnyugatra, a Devoll folyó jobb partján, Gostima falu nyugati határában fekvő, Pazhok nevű külterületi részen. A kora bronzkortól a vaskor elejéig itt élő népesség temetkezési helyéül szolgált halomsírok együttese Albánia egyik legkorábbi és legnagyobb temetkezési helye (további kora bronzkori halomsírok az országban: Dukat, Piskova).

## Fekvése
A régészeti helyszínnek nevet adó folyóparti lapály, Pazhok Elbasantól délnyugatra, a Devoll folyó jobb partján fekszik, ott, ahol a délkeleti irányból érkező folyó Gostimánál kitör a völgyszorosából, és éles kanyarulattal dél–délnyugati irányban folyik tovább. A halomsírok, illetve maradványaik egy nagyobb területen szétszórva, a Gostimát a közeli Gjyrala faluval összekötő aszfaltút közelében fekszenek. A legkeletibb halomsír (Pazhok 7) Gostima délnyugati peremén, a Gostima-patak (Përroi i Gostimës) partján található, 300 méterre a Devolltól. A Pazhok-síktól 5 kilométerre északra fekvő Cërrik kisvárosból az SH59-es jelű főúton közelíthető meg a helyszín. Pazhok közigazgatásilag Elbasan megyén belül Cërrik községhez, Gostima alközséghez tartozik.

## Régészeti leírása
Az első pazhoki ásatásra 1960-ban került sor Selim Islami és Hasan Ceka vezetésével, amelynek során három sírt tártak fel (Pazhok 1–3). Ezt követően 1973-ban Namik Bodinaku irányításával további négy halomsírnál (Pazhok 4–7) végeztek feltárást, illetve további olyan területeket azonosítottak, ahol egykor halomsírok álltak. Egyes források szerint a hét részletesen feltárt temetkezési hely mellett a pazhoki lelőhely tizennyolc további, feltáratlan halomsírt foglal magában.
A legkorábbi sírok keletkezési ideje ellentmondásos a régészeti szakmunkákban. A középső bronzkori mükénéi műveltség hatására utaló egyes sírmellékletek azt igazolják, hogy az i. e. 14–13. században már bizonyosan ide temette halottait a vidék népe. A feltárásokat végző régészek azonban a legkorábbi tárgycsoportokat a bronzkor korai szakaszára, az i. e. 20–18. század közé keltezték, sőt, a központi sírgödrökben talált agyagedény-töredékeket Maliq kora bronzkori rétegeivel (Maliq IIIa) állították tipológiai rokonságba, azaz a temető használatba vételének időpontjául közvetetten az i. e. 21–20. századot jelölték meg. A bronzkor végső, illetve a vaskor korai szakaszáig használatban volt a temetkezési hely, egyes források i. e. 700 körül jelölik meg az utolsó temetkezés időpontját.
A halomsírok méreteit tekintve nagy a változatosság: magasságuk 0,9 és 4-5, átmérőjük 16 és 32 méter között mozog, ami összefüggésben áll az eltemetettek számával, illetve azzal, hogy az újabb sírokat a korábban elhantoltak fölött vagy mellett alakították-e ki. A korai időszak elhunytjait jellemzően hátukra fektetve, felhúzott lábakkal temették el – ami egyes feltevések szerint a kelet-európai sztyeppékről bevándorolt protoindoeurópai népesség kulturális öröksége is lehet –, a későbbi időszakok halottjait azonban már kinyújtott végtagokkal helyezték nyugalomra, ritkán a gyomortájékon pihentetett kezekkel. A közös temetés ritka, döntően minden halottat külön sírba eresztettek, ez alól az 1960-ban feltárt három halomsír egyikének központi sírja kivétel, ahol egy férfi és egy nő csontvázát tárták fel a régészek. Az elhunytakat puszta, béleletlen gödrökben helyezték el, ez alól a központi sírok kivételek, amelyek alját és oldalait kőlapokkal rakták ki, illetve szórványosan deszkakoporsóra utaló famaradványokra is bukkantak az ásatások során. A halottakat a központi sírok esetében kőlapokkal, egyébként földdel fedték, illetve a későbbi szekunder sírok egy csoportjában megfigyelhető, hogy a holttestet a környező talajtani adottságoktól elütő homokréteggel borították be, és csak erre halmozták a földréteget. Hogy a homoknak rituális szerepe volt-e vagy a test megőrzését kívánták ezzel elérni, nem világos. Hamvasztásos temetés csak elvétve fordult elő. Egyes esetekben a felhagyott halomsírokat folyami kavicsokból, kövekből kirakott kőkörrel vették körbe.
Ami a sírmellékleteket illeti, a hasonló korú albániai temetkezési helyekhez képest szegényes. A halomsírok egyikében (Pazhok 5) csak elvétve találtak a halottak mellé helyezett tárgyakat, illetve ruházatukat díszítő ékszereket, jóllehet, éppen ezek analógiáján feltételezik, hogy ez a halomsír már a középkorban, a 7–8. században keletkezett. A bronzkor középső szakaszában, az i. e. 14–13. századi sírokban jelentek meg a mükénéi kultúra első fegyverei, agyagedényei és egyéb tárgyai, de döntően az ókori sírmellékletek helyi készítésű bronz- és vaskardok, -kések, dárdahegyek, fazekastermékek, üveggyöngy, bronz és ezüst ékszerek (fülbevalók, nyakláncok, karkötők stb.). Éppen a döntően helyben előállított, gyengébb minőségű sírmellékletek szolgáltattak alapot arra, hogy a 20. század második felének albán régészei a pazhoki halomsírokkal az illírség ősiségét igazolják. Elméletük szerint a nagy protoindoeurópai bevándorlást követően nem változott lényegesen a helyben lakó népesség kultúrája, azaz már e korai időszakban egy etnokulturális szempontból egységes, bennszülött protoillír népességhez kötődtek ezek a kultúrjavak.